# Jason Momoa
Joseph Jason Namakaeha Momoa (Honolulu, 1 augustus 1979) is een Amerikaans acteur. Hij werd in 2012 genomineerd voor een Screen Actors Guild Award samen met de gehele cast van de fantasyserie Game of Thrones. Hijzelf speelde daarin 'Khal Drogo'. Momoa maakte in 1999 zijn acteerdebuut als 'Jason Ioane' in de actieserie Baywatch Hawaii. Zijn debuut op het grote scherm volgde in 2004, als Navarro in de filmkomedie Johnson Family Vacation.

## Biografie
Momoa werd geboren als zoon van een fotografe en een schilder en groeide op in Norwalk. Zijn vader is van inheems Hawaïaanse afkomst en zijn moeder is van Duitse, Ierse en Indiaanse afkomst. Momoa werd op zijn negentiende model. Hij werd in 1999 gecast om 'Jason Ioane' te spelen in de serie Baywatch, dat op het punt stond om verder te gaan als Baywatch Hawaii. Hiermee begon zijn acteercarrière. Nadat de serie twee seizoenen later stopte, speelde hij hetzelfde personage opnieuw in 2003 in de televisiefilm Baywatch: Hawaiian Wedding.
Momoa maakte in 2004 zijn debuut op het grote scherm. Hij was toen te zien als 'Navarro' in de filmkomedie Johnson Family Vacation. Na een rol in het enige seizoen van de Amerikaanse soapserie North Shore, werd hij in 2005 gecast om de met zware dreadlocks getooide Ronon Dex te gaan spelen in Stargate Atlantis. Nadat dit personage in seizoen 2 werd geïntroduceerd, bleef hij deel van de cast tot de serie stopte na afloop van seizoen 5.
Momoa werd in de loop der tijd breder en gespierder en werd zodoende gecast in rollen waarvoor dit wenselijk was. Zo speelde hij Conan the Barbarian in de gelijknamige film uit 2011, krijger 'Khal Drogo' in de fantasyserie Game of Thrones en Aquaman in zowel Batman v Superman: Dawn of Justice, Justice League als Aquaman.

## Filmografie
- A Minecraft Movie (2025)
- Aquaman and the Lost Kingdom (2023)
- The Flash (2023)
- Fast X (2023)
- Slumberland (2022)
- Sweet Girl (2021)
- Dune (2021)
- The Lego Movie 2: The Second Part (2019, stem)
- Aquaman (2018)
- Braven (2018)
- Justice League (2017)
- Once Upon a Time in Venice (2017)
- Sugar Mountain (2016)
- The Bad Batch (2016)
- Batman v Superman: Dawn of Justice (2016)
- Debug (2014)
- Wolves (2014)
- Road to Paloma (2014)
- Bullet to the Head (2012)
- Conan the Barbarian (2011)
- Pipeline (2007)
- Johnson Family Vacation (2004)
- Tempted (2003, televisiefilm)
- Baywatch: Hawaiian Wedding (2003, televisiefilm)

## Televisieseries
*Exclusief eenmalige gastrollen
- Chief of War - Kaʻiana (2025, negen afleveringen)
- See - Baba Voss (2019, acht afleveringen)
- Frontier - Declan Harp (2016-2018, achttien afleveringen)
- The Red Road - Phillip Kopus (2014-2015, twaalf afleveringen)
- Game of Thrones - Khal Drogo (2011-2012, tien afleveringen)
- The Game - Roman (2009, vier afleveringen)
- Stargate: Atlantis - Ronon Dex (2005-2009, 78 afleveringen)
- North Shore - Frankie Seau (2004-2005, 21 afleveringen)
- Baywatch Hawaii - Jason Ioane (1999-2001, 44 afleveringen)

## Privé
Momoa trouwde in oktober 2017, na twaalf jaar samenzijn, met actrice Lisa Bonet, met wie hij in juli 2007 een dochter kreeg. In december 2008 werd hun tweede kind geboren, een zoon. In januari 2022 gaf het koppel aan te gaan scheiden.